# Yoon Ga-i
Jeong Yu-yeon (en hangul, 정유연; Busan, 16 de septiembre de 2000), conocida por el nombre artístico de Yoon Ga-i (en hangul, 윤가이), es una actriz surcoreana. Se hizo conocida en su país por su presencia entre 2023 y 2024 en el equipo del programa de entretenimiento Saturday Night Live Korea. También ha participado desde esos mismos años en el reparto de numerosas películas y series televisivas. 

## Vida personal
Nació como Jeong Yu-yeon en Busan, el 16 de septiembre de 2000. Su familia está formada por su padre, su madre, la pintora y ensayista Jeon Su-min, y un hermano menor. Su primera vocación fue seguir los pasos de su madre como artista, pero finalmente optó por la carrera de actriz. A los 15 años, cuando estaba en segundo curso de secundaria, entró en una academia, y para los estudios superiores se matriculó en actuación en el Instituto de las Artes de Seúl, donde pese a un comienzo difícil acabó destacando como una de las mejores estudiantes de su promoción, según Yoon más por trabajo que por talento.

## Carrera
Ya en sus primeros años de carrera demostró gran facilidad para moverse en diversos medios: publicidad, cine, radio, series de ficción, variedades televisivas, e incluso un canal propio en YouTube. En cuanto al entretenimiento televisivo, destaca su labor en las temporadas cuarta y quinta (2023-2024) del programa SNL Korea Reboot, actualización del clásico Saturday Night Live Korea, adonde llegó inmediatamente después de graduarse. Cuenta ella misma que obtuvo el trabajo gracias a la recomendación de su hermano menor y no tras una audición abierta: los autores del programa la eligieron después de haberla visto en algunos vídeos que había subido a YouTube. Su pericia en imitar personas y reproducir distintos acentos, y su gracia y espontaneidad en las parodias y números cómicos, la hicieron popular entre el público. Tras la quinta temporada del programa sería premiada como la mejor artista revelación en los 3.os Premios de Televisión Blue Dragon.
Por lo que respecta al cine, Yoon apareció primero en algunos cortometrajes independientes, algunos producidos en el propio Instituto de las Artes de Seúl; su primer papel en un largometraje llegó en 2019 con Second Life. Cuatro años después entró en el reparto de Next Sohee, pero ya por entonces empezaba a aparecer en series de ficción, como Doctora Cha, Mentiras ocultas en mi jardín y Revenant, donde dejó huella con sus personajes pese a los pocos minutos de permanencia en pantalla.
En junio de 2023 firmó un contrato de reprersentación exclusiva con la agencia Oui Entertainment.
En agosto de 2024, tras la quinta temporada de SNL Korea, Yoon abandonó el programa y se fue desprendiendo de la etiqueta de personaje televisivo ligado a este título para mostrar una mayor presencia en su faceta de actriz. Fruto de ello fueron sus papeles en Nothing Uncovered, como una enfermera de un psiquiátrico, y en Family Matters (serie protagonizada por Bae Doo-na, que se convirtió en el mayor éxito de público de Coupang Play), con un personaje de villana diametralmente opuesto al de la simpática imitadora de SNL Korea. Era la segunda vez, después de Next Sohee, que Yoon coincidía en un set de rodaje con Bae Doo-na, a la que ha elegido como su modelo a seguir.
A principios de 2025 Yoon continuó su carrera con papeles de mayor desarrollo, en la comedia romántica Exploradora del amor y en la comedia de acción e intriga Undercover High School. En la primera es Na Gyu-rim, la empleada más eficiente de la empresa dirigida por la protagonista Kang Ji-yoon (interpretada por Han Ji-min). En la segunda, cambia de nuevo de género y amplía su espectro de personajes con el de Park Mi-jeong, una agente del Servicio de Inteligencia Nacional.
Además, fue elegida a través de una audición para el filme No Other Choice, el proyecto más ambicioso y de más larga gestación de Park Chan-wook, y cuyo estreno se esperaba para 2025. Yoon se encontró allí como compañeros de reparto a figuras consagradas como Lee Byung-hun, Son Ye-jin, Park Hee-soon y Lee Sung-min.

## Filmografía

### Cine
| Año  | Título                  | Hangul             | Papel               | Notas                           | Ref.          |
| ---- | ----------------------- | ------------------ | ------------------- | ------------------------------- | ------------- |
| 2015 | Cumpleaños de Buda      | 부처님 오신 날     |                     | Cortometraje                    |               |
| 2015 | Es él                   | 그놈이다           | Chica de secundaria | Cortometraje                    |               |
| 2019 | Seon-hee y Seul-gi      | 선희와 슬기        | Bang-wool           | Primer largometraje             | [ 18 ] [ 19 ] |
| 2020 | Cigarra                 | 매미               | Hye-min             | Cortometraje, protagonista, 15' | [ 20 ]        |
| 2021 | Blue                    | —                  | Si-won              | Cortometraje                    |               |
| 2022 | Historia del malvavisco | 마시멜로 이야기    | Min-ju              | Cortometraje, protagonista, 22' |               |
| 2023 | Next Sohee              | 다음 소희          | Ji-won              |                                 | [ 21 ]        |
| 2023 | Citizen Pane            | 말이야 바른 말이지 | Ram-ram             | Colectivo, parte Hands un hands | [ 22 ]        |
| 2023 | 1.ª opción              | 1지망              | Ji-yeon             | Cortometraje, protagonista, 31' | [ 23 ]        |
| 2025 | No Other Choice         | 어쩔수가없다       |                     | Dirigida por Park Chan-wook     | [ 5 ]         |

### Series de televisión
| Año  | Título                        | Papel               | Canal        | Notas                     | Ref.                 |
| ---- | ----------------------------- | ------------------- | ------------ | ------------------------- | -------------------- |
| 2021 | The Great Shaman Ga Doo-shim  |                     | Kakao TV     | Serie web en 12 episodios | [ 19 ]               |
| 2022 | Through the Darkness          | Lee Cho-won         | SBS          |                           |                      |
| 2023 | Doctora Cha                   | Chica de secundaria | JTBC         |                           | [ 24 ]               |
| 2023 | Mentiras ocultas en mi jardín | Lee Soo-min         | ENA          |                           | [ 25 ] [ 11 ]        |
| 2023 | Revenant                      | Jung-hee            | SBS          |                           |                      |
| 2024 | El juego de la pirámide       | Joo Seung-yi        | TVING        | Serie web en 10 episodios | [ 24 ] [ 26 ]        |
| 2024 | Nothing Uncovered             | Enfermera jefe Choi | KBS2         |                           | [ 27 ]               |
| 2024 | Family Matters                | Ryu Mi-ok           | Coupang Play | Serie web en 6 episodios  | [ 28 ] [ 29 ]        |
| 2025 | Exploradora del amor          | Na Gyu-rim          | SBS          |                           | [ 30 ] [ 31 ] [ 32 ] |
| 2025 | Undercover High School        | Park Mi-jeong       | MBC          |                           | [ 33 ] [ 34 ] [ 35 ] |
| —    | Asura: Balbalta               |                     | tvN          | 12 episodios              | [ 36 ]               |

## Otras actividades

### Variedades televisivas
| Año  | Programa                                  | Hangul                 | Función     | Canal        | Notas                            | Ref.          |
| ---- | ----------------------------------------- | ---------------------- | ----------- | ------------ | -------------------------------- | ------------- |
| 2023 | SNL Korea Reboot                          | SNL 코리아 리부트      | Miembro     | Coupang Play | Temporada 4                      | [ 37 ] [ 38 ] |
| 2023 | Reseña de la caja negra de Han Moon-cheol | 한문철의 블랙박스 리뷰 | Invitada    | JTBC         | Programa n.º 47, 7 de septiembre | [ 39 ]        |
| 2024 | Radio Star                                | 라디오 스타            | Invitada    | MBC          | Programa del 26 de junio         | [ 40 ] [ 41 ] |
| 2024 | Conociendo hermanos                       | 아는 형님              | Invitada    | JTBC         | Programa del 29 de junio         | [ 42 ] [ 43 ] |
| 2024 | SNL Korea Reboot                          | SNL 코리아 리부트      | Miembro     | Coupang Play | Temporada 5                      | [ 44 ]        |
| 2024 | I Live Alone                              | 나 혼자 산다           | Invitada    | MBC          | Programa del 11 de octubre       | [ 1 ]         |
| 2024 | King of Mask Singer                       | 복면가왕               | Concursante | MBC          |                                  |               |
| 2024 | Dolsing Fourmen                           | 신발 벗고 돌싱포맨     | Invitada    | SBS          | Programa n.º 156, 15 de octubre  |               |

## Premios y nominaciones
| Año  | Título                                 | Categoría                             | Trabajo                   | Resultado | Ref.         |
| ---- | -------------------------------------- | ------------------------------------- | ------------------------- | --------- | ------------ |
| 2024 | 3.os Premios de Televisión Blue Dragon | Mejor Artista revelación (variedades) | SNL Korea Reboot, temp. 5 | Ganadora  | [ 8 ] [ 14 ] |